# Diocesi di Ginevra

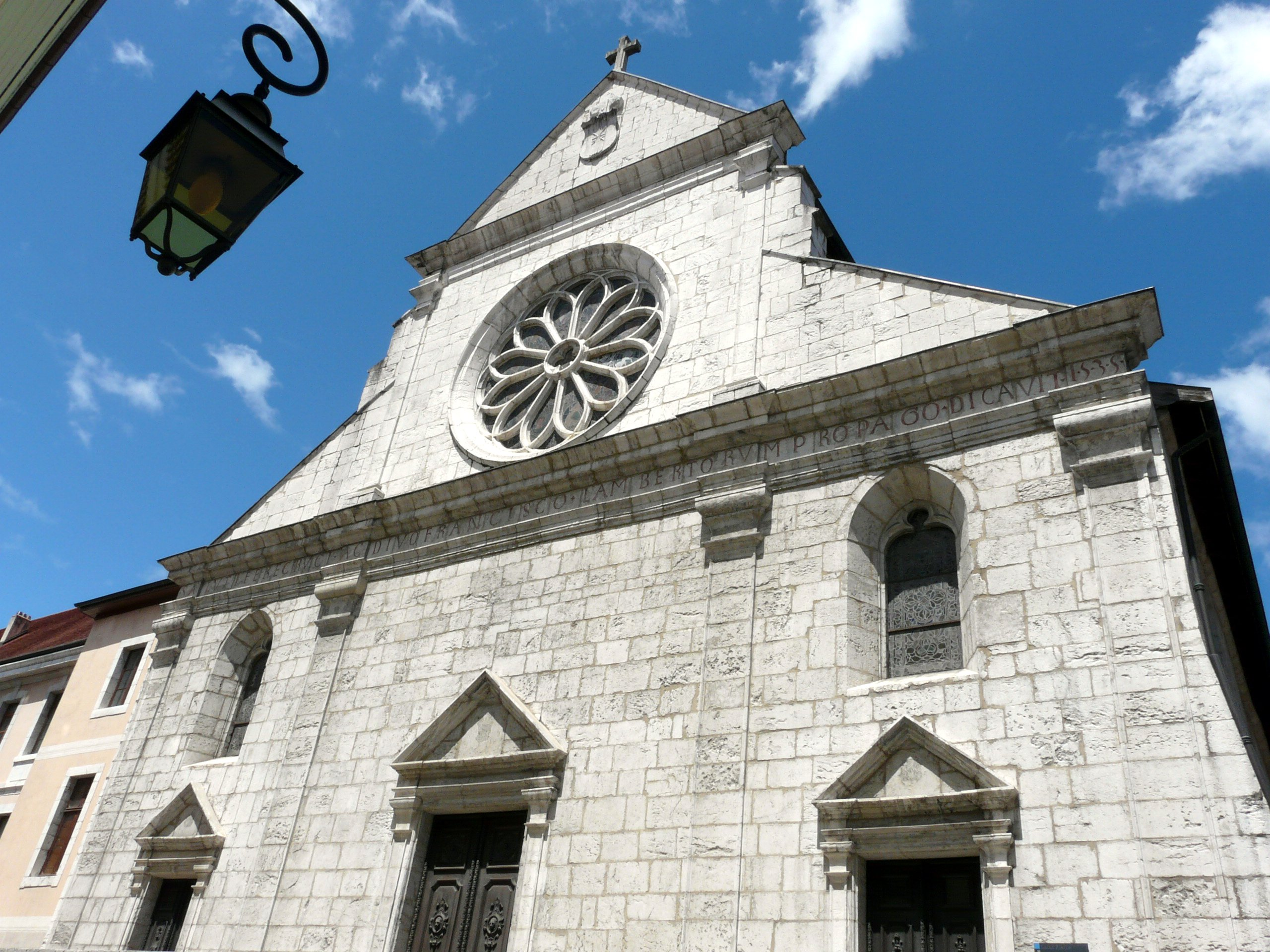
La cattedrale di San Pietro a Annecy.

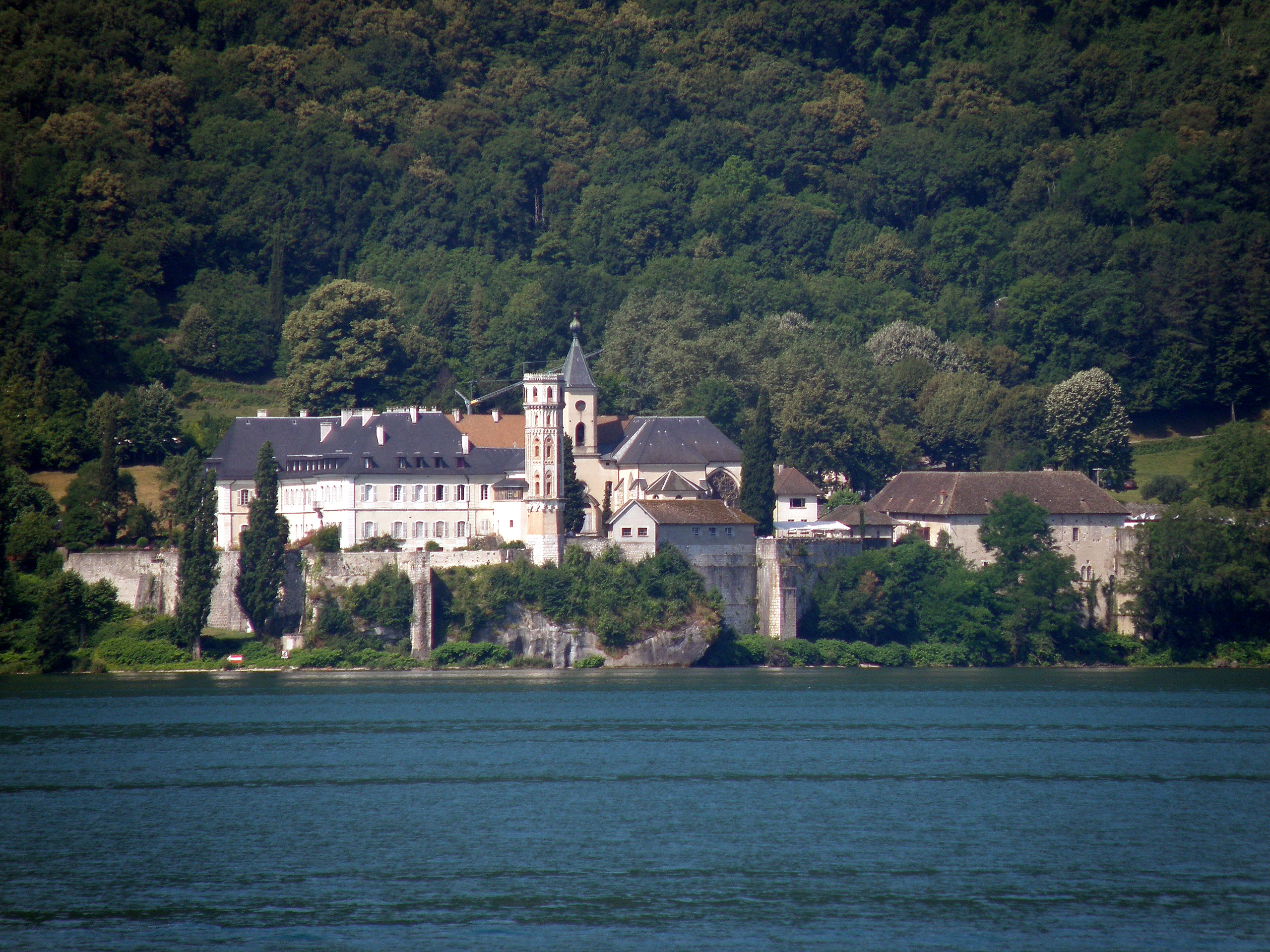
L'abbazia di Altacomba, sulle sponde del lago del Bourget.

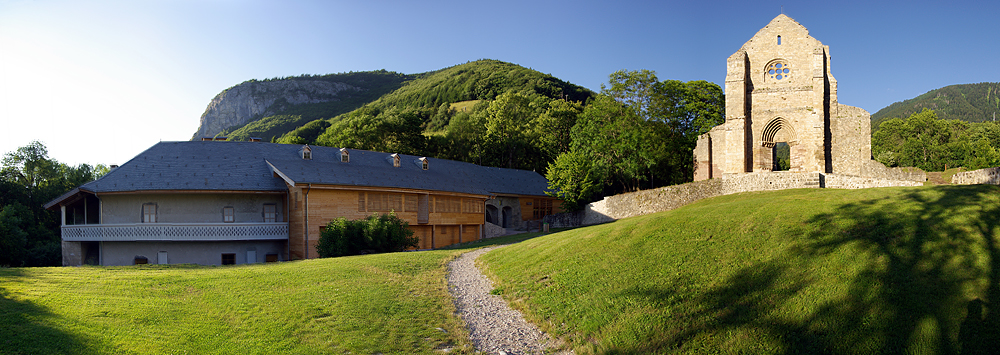
Resti dell'abbazia cistercense di d'Aulps.

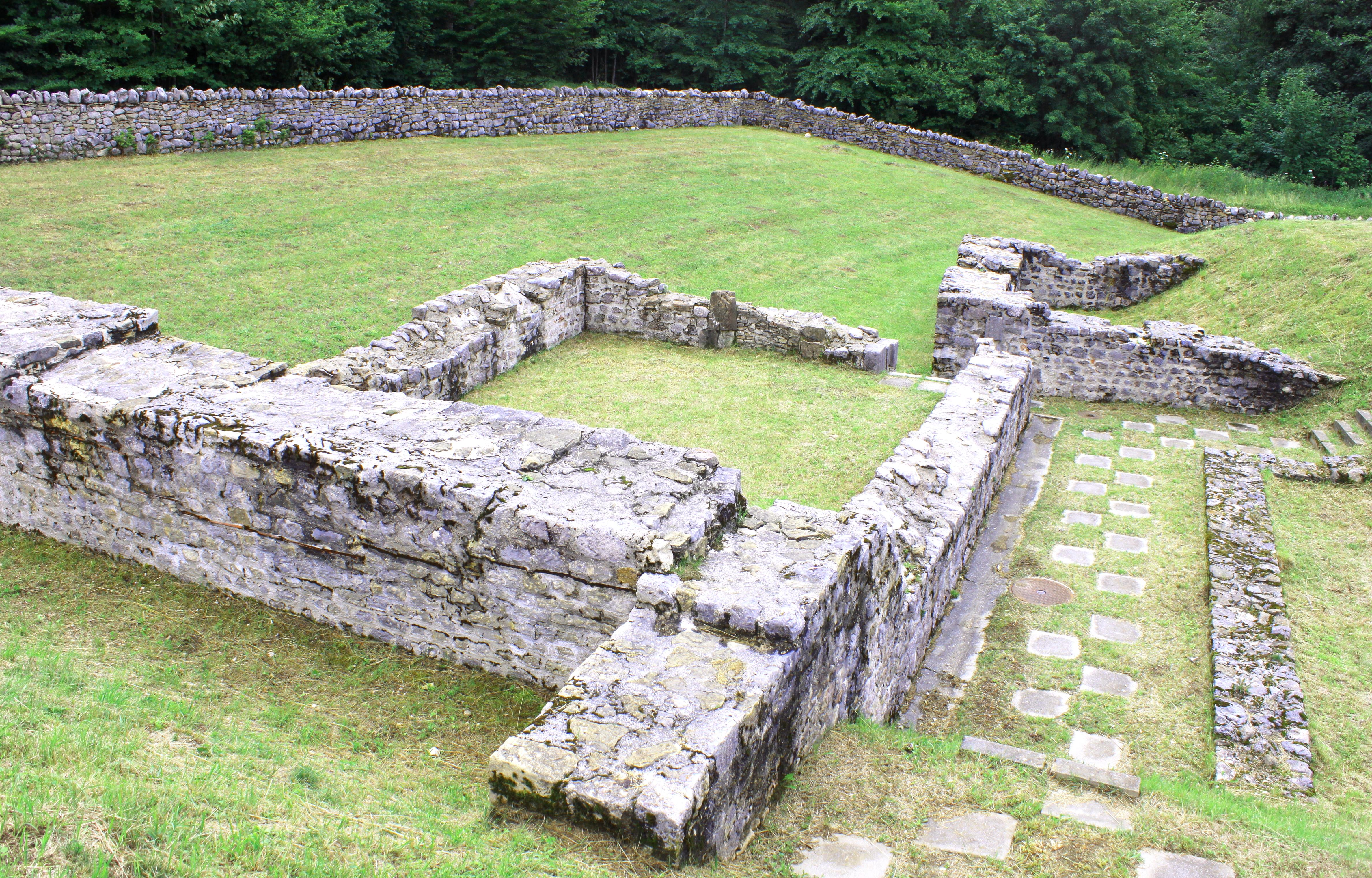
Resti della certosa di Oujon.

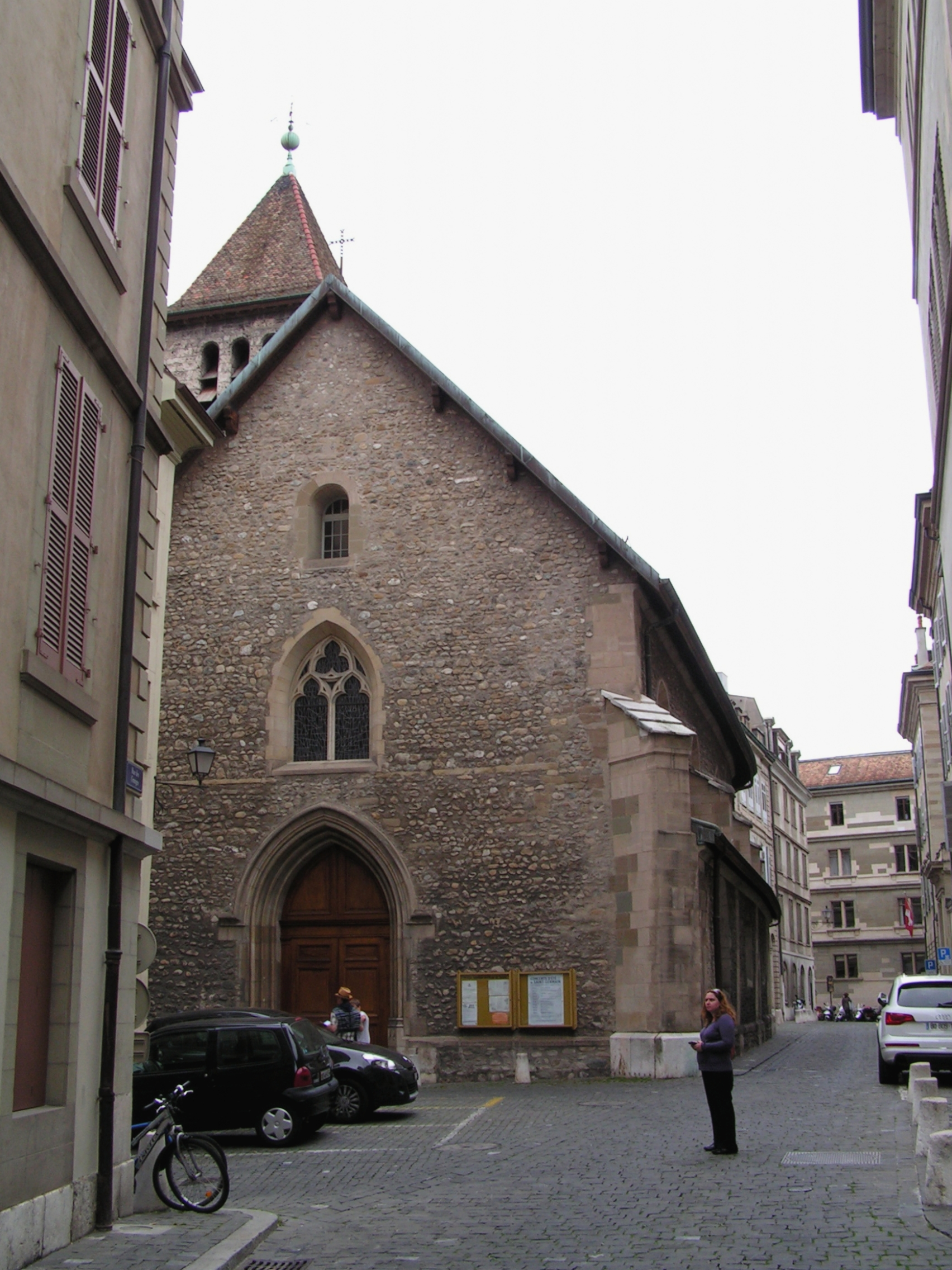
La chiesa di San Germano di Ginevra, che fu la prima parrocchia della città (1803) dopo la soppressione del culto cattolico nel XVI secolo.

La diocesi di Ginevra (in latino Dioecesis Gebennensis seu Genevensis) è una sede soppressa della Chiesa cattolica in Svizzera.

## Territorio
La diocesi si estendeva nell'estrema parte sud-occidentale dell'attuale Svizzera ed in parte della Savoia francese. Il Dizionario storico della Svizzera così descrive il territorio diocesano:
(Dizionario storico della Svizzera)
Fino a metà del XVI secolo sede episcopale fu la città di Ginevra, dove si trovava la cattedrale di San Pietro, ora chiesa protestante. In seguito la sede fu trasferita ad Annecy, dove fungeva da cattedrale la chiesa anch'essa intitolata a San Pietro.
Prima dell'affermarsi della Riforma nel XVI secolo, la diocesi era suddivisa in 8 decanati: Allinges, Annemasse, Annecy, Aubonne, Ceyzérieu, Rumilly, Sallanches e Vuillonnex. La città di Ginevra e la sua periferia, divisa in 7 parrocchie, non facevano parte di nessun decanato. Il resto della diocesi, con una superficie di circa 6.800 km², comprendeva alla vigilia della Riforma 455 parrocchie.
Nel 1764 sono censite circa 500 parrocchie. Politicamente le parrocchie erano distribuite in 3 Stati: la confederazione svizzera (i cantoni di Ginevra e di Vaud), il regno di Francia e il regno di Sardegna.

## Storia

### Prima della Riforma
La diocesi fu eretta nel IV secolo; l'antica cattedrale ed il battistero, riportati alla luce da scavi archeologici, risalgono alla seconda metà del secolo. Primo vescovo accertato è Isaac, vissuto attorno al 400 e menzionato in uno scritto di Eucherio di Lione. Nel 450 papa Leone I confermò la suffraganeità di Ginevra dall'arcidiocesi di Vienne.
L'evangelizzazione precoce delle campagne è confermata da scavi archeologici recenti, che hanno portato alla scoperta di chiese e necropoli cristiane del V secolo e dell'epoca merovingica.
Le guerre tra i principi borgognoni portarono devastazioni nella diocesi e alla distruzione dell'antica cattedrale (circa 515). La diocesi poté riprendersi dopo che fu annessa, con il trattato di Verdun dell'843, alla Lotaringia e con il secondo regno di Borgogna (X secolo), che portò alla rinascita della vita religiosa nel territorio. Durante il X secolo i vescovi Aimone e Girardo svolsero le funzioni di cancellieri alla corte dei re di Borgogna. Nell'XI e XII secolo la diocesi vide fiorire un numero considerevole di monasteri, tra cui quello di Cluny. Inoltre, a partire dal 1124, con il trattato di Seyssel, ai vescovi di Ginevra fu riconosciuta la signoria sulla città. Inizia così il principato vescovile di Ginevra, che dura fino alla metà del XV secolo, quando la Casa Savoia si impossessò dell'autorità politica, che mantenne fino alla rivoluzione francese.
Il XII secolo è l'epoca d'oro delle fondazioni monastiche nella diocesi ginevrina. I cistercensi avevano le abbazie di Bonmont (Chéserex), d'Aulps (Saint-Jean-d'Aulps), di Altacomba (Saint-Pierre-de-Curtille) e di Chézery (Chézery-Forens). I certosini fondarono i monasteri di Arvières (Lochieu), Oujon (Arzier-Le Muids), Chablais, Vallon (Bellevaux), Le Reposoir, Pomier (Présilly) e Aillon.
Le prime notizie relative a un'amministrazione diocesana si hanno alla fine dell'XI secolo, quando è documentata per la prima volta la figura del cancelliere vescovile. Verso il 1225 viene istituito l'ufficio del responsabile della giustizia. Nel XIV secolo sono noti i primi vicari generali, nel 1375 è documentato il primo vescovo ausiliare di Ginevra, nel 1387 il consiglio episcopale, organo consultativo di cui si serviva il vescovo nelle circostanze più importanti, e nel 1393 il procuratore fiscale, incaricato di difendere i beni della Chiesa ginevrina. Il capitolo dei canonici della cattedrale, documentato per la prima volta a metà dell'XI secolo, e che a lungo collaborò con i vescovi nell'amministrazione della diocesi, cessò queste sue funzioni nel XIII/XIV secolo, anche se molti dei collaboratori del vescovo erano al contempo canonici.
Dai conti della decima pontificia del 1275, si ha, per la prima volta, l'elenco completo dei territori e delle parrocchie dipendenti dalla diocesi, per un numero complessivo di 387, distribuite in otto decanati.
I vescovi redassero statuti diocesani fin dal XIII secolo, ma i primi che si sono conservati sono quelli del 1317, emanati dal vescovo Pierre di Faucigny (1311-1342). Se ne conservano, tra manoscritti e stampati, altri 28, prima del 1535. Gli statuti evidenziano che i vescovi convocavano regolarmente i sinodi diocesani, e che periodicamente effettuavano anche la visita alla loro diocesi, la prima delle quali è documentata all'epoca del vescovo Aymo di Grandson (1215-1260).
Nel 1444 l'antipapa Felice V, al secolo duca Amedeo di Savoia, s'impossessò della diocesi, che mantenne anche dopo aver rinunciato al papato. Con lui s'inizia una serie di vescovi della dinastia sabauda, che governarono la diocesi fino agli inizi del Cinquecento.

### Dopo la Riforma
Con la riforma protestante a Ginevra s'imposero le idee di Giovanni Calvino, il quale fece della città il caposaldo della sua azione riformatrice. Nel 1533 il vescovo Pietro della Balma fu costretto a lasciare la città e né lui né i suoi successori vi faranno mai più ritorno; la città fu inoltre interdetta a tutti coloro che si professavano cattolici. Nel 1569 la sede vescovile fu trasferita ad Annecy (oggi in territorio francese), dove nel 1771 la chiesa di San Francesco, che già ospitava dal 1537 il capitolo dei canonici, divenne la nuova cattedrale diocesana con il titolo di San Pietro.
L'impegno profuso dai vescovi, e soprattutto da san Francesco di Sales, impedì che anche la regione di Annecy passasse al calvinismo. Di fatto la diocesi perse solo le parrocchie di Ginevra e del suo territorio, e quelle presenti nel Paese di Vaud.
Ange Justiniani fu il primo vescovo a stabilirsi a Annecy e nel 1571 promulgò ufficialmente i decreti del concilio di Trento. Il suo successore, Claude di Granier (1578-1602), riorganizzò la diocesi, convocò diversi sinodi diocesani, divise il territorio in arcipreture, introdusse il breviario e il messale romani. Francesco di Sales (1602-1622), attraverso un'infinità di misure, seppe riformare il clero e il popolo, e introdusse in diocesi diversi ordini e congregazioni religiose. L'opera dei vescovi di Ginevra-Annecy tenne lontana la diocesi dalle idee gianseniste che si diffusero in Francia nel XVII secolo. Nel 1663 il vescovo Jean d'Arenthon d'Alex fondò il seminario vescovile.
A partire dal XVII secolo, e più ancora nel XVIII secolo, si attenuò l'intransigenza anticattolica delle autorità ginevrine. Nel 1679 il re francese Luigi XIV aprì a Ginevra un'ambasciata con il permesso, concesso a denti stretti dalle autorità locali, di aprirvi al suo interno una cappella cattolica: il 30 novembre di quell'anno vi fu celebrata una messa, la prima a Ginevra dopo il 1535. Nel 1784 una cappella simile fu aperta nell'ambasciata del regno di Sardegna. Quando le truppe napoleoniche occuparono Ginevra nel 1798 restaurarono il cattolicesimo nella città e nel 1803, quando oramai la diocesi non esisteva più, fu fondata la prima parrocchia ginevrina nell'antica chiesa di San Germano.
La rivoluzione francese segnò una svolta nella storia della diocesi. La diocesi di Ginevra-Annecy e le altre diocesi della Savoia furono soppresse, e al loro posto fu creata dal governo rivoluzionario la diocesi del Monte Bianco, che corrispondeva al nuovo dipartimento omonimo (oggi non più esistente), con sede a Annecy. L'ultimo vescovo cattolico, Joseph-Marie Paget, si rifugiò a Torino. La soppressione del culto cattolico nel 1794 impedì anche al vescovo costituzionale, François-Thérèse Panisset, di fare opera pastorale.

### La soppressione
In seguito al concordato, con la bolla Qui Christi Domini di papa Pio VII del 29 novembre 1801, la diocesi di Ginevra-Annecy fu soppressa e il suo intero territorio fu incorporato nella diocesi di Chambéry, il cui vescovo ebbe il titolo di vescovo di Ginevra.
Il 30 settembre 1819 papa Pio VII con il breve Inter multiplices scorporò dal territorio dell'arcidiocesi di Chambéry le 24 parrocchie cattoliche del canton Ginevra e le unì alla diocesi di Losanna. Il 30 gennaio 1821, con il breve Temporum vices del medesimo papa, il titolo di vescovo di Ginevra fu concesso ai vescovi di Losanna.
Il resto del territorio dell'antica diocesi di Ginevra subì questa sorte: nel 1817 le parrocchie in territorio francese furono annesse alla restaurata diocesi di Belley; nel 1822 fu eretta la diocesi di Annecy, che incorporò la maggior parte delle parrocchie dell'antica diocesi ad eccezione di 46, che rimasero all'arcidiocesi di Chambéry.
Nel 1864 Gaspard Mermillod fu nominato vescovo ausiliare di Losanna, con residenza a Ginevra; nel 1873 assunse il titolo di vicario apostolico della città. Questa nomina, che fu interpretata come un tentativo di ripristinare l'antica sede ginevrina, convinse il Consiglio federale svizzero a espellere il Mermillod. La Santa Sede dovette rinunciare al suo proposito di restaurare la diocesi ginevrina e nel 1883 nominò il Mermillod sulla cattedra della diocesi di Losanna, dal 1924 ufficialmente denominata diocesi di Losanna, Ginevra e Friburgo.

## Cronotassi dei vescovi
Il più antico catalogo dei vescovi ginevrini, che nella sua redazione originaria si ritiene risalente all'XI secolo, era contenuto in una Bibbia della chiesa Saint-Pierre di Ginevra. Dubbi sorgono sulla genuinità dell'elenco, per la corruzione di molti nomi, per la presenza di nomi spuri e per l'assenza di vescovi sicuri.
Diversi autori e storici locali si sono cimentati, nel corso dei secoli, nella stesura di un catalogo di vescovi, inserendo nomi di vescovi dubbi o spuri, soprattutto per colmare il vuoto nella cronotassi ginevrina dei primi quattro secoli; la presente serie riporta i nomi dei vescovi documentati dalle fonti storiche.
- Isacco † (menzionato nel 400 circa)[5]
- San Salonio I † (prima del 440 - dopo il 455/460 circa)[6]
- Eleuterio e Teoplasto † (menzionati nel 470 o 475 circa)[7]
- Domiziano † (seconda metà del V secolo)[8]
- Massimo † (eletto circa 513 - dopo il 518/523)[9]
- Pappolo I † (prima del 541 - dopo il 549)[10]
- Salonio II † (prima del 570 - dopo il 573)[10]
- Cariatto † (eletto nel 584 - dopo il 585)
- Rusticio o Patrizio (?) † (menzionato nel 601/602)[11]
- Abeleno † (menzionato nel 626/627)
- Pappolo II † (menzionato nel 650)
- Etoaldo ? † (menzionato nel 664)
- Gauziberto ? † (menzionato nel 769/770)
- Walterno ? † (menzionato nell'800 circa)[12]
- Altaldo † (menzionato nell'833)
- Aptado † (menzionato nell'838)[13]
- Bosone † (menzionato nell'847)[14]
- Albamauro † (menzionato nell'859)[15]
- Ansigiso o Ansegiso † (menzionato nell'877)
- Optando † (menzionato nell'882)
- Bernardo † (menzionato nell'892)
- Riculfo †[16]
- Franco † (menzionato nel 906)
- Adelgaudo † (menzionato nel 927)
- Aimone † (prima del 943 - dopo il 950)
- Girardo † (prima del 958 - dopo il 978)
- Hugues † (prima del 993 - dopo il 1020)
- Konrad †
- Adalgod †
- Bernard †[17]
- Frédéric † (prima del 1030 circa - dopo il 1073 circa)[18]
- Boczadus †[19]
- Guy de Faucigny † (prima del 1083 - 1º novembre 1119 o 1120 deceduto)
- Humbert de Grammont † (prima del 1124 - 31 ottobre 1135 deceduto)
- Ardutius de Faucigny † (prima del 1140 - dopo il 25 luglio 1185 deceduto)
- Nantelme † (prima del 19 novembre 1185 - dopo il 13 febbraio 1206 deceduto)
- Bernard Chabert † (1206 - ottobre 1212 nominato arcivescovo di Embrun)
  - Pierre (de Sessons ?) † (1213 - dopo il 7 agosto 1213 dimesso) (vescovo eletto)
- Aymo di Grandson † (1215 - 1260 dimesso)
- Heinrich, O.S.B.Clun. † (6 maggio 1260 - settembre 1267 dimesso)
- Aymon di Cruseilles † (12 febbraio 1268 - circa 26 novembre 1275 deceduto)
- Robert di Ginevra † (11 febbraio 1276 - 14 gennaio 1287 deceduto)
- Guillaume di Conflans † (25 novembre 1287 - 2 marzo 1295 deceduto)
- Martin di Saint-Germain † (10 luglio 1295 - 1º dicembre 1303 deceduto)
- Aimone di Quart † (5 ottobre 1304 - 13 ottobre 1311 deceduto)
- Pierre di Faucigny † (4 dicembre 1311 - 28 marzo 1342 deceduto)
- Alamand di Saint-Jeoire † (25 maggio 1342 - 1º aprile 1366 deceduto)
- Guillaume di Marcossey † (10 aprile 1366 - 12 giugno 1377 deceduto)
- Jean de Murol † (27 gennaio 1378 - 12 luglio 1385 nominato vescovo di Saint-Paul-Trois-Châteaux)
- Aimar Fabri de La Roche, O.P. † (12 luglio 1385 - 8 ottobre 1388 deceduto)
- Guillaume di Lornay † (12 ottobre 1388 - 31 ottobre 1408 deceduto)
- Jean di Bertrand † (14 dicembre 1408 - 23 settembre 1418 nominato vescovo di Tarantasia)
  - Jean de la Rochetaillée † (23 settembre 1418 - 12 giugno 1422 nominato amministratore apostolico di Parigi) (amministratore apostolico)
- Jean Courtecuisse † (12 giugno 1422 - 4 marzo 1423 deceduto)
  - Jean Allarmet de Brogny † (3 dicembre 1423 - 16 febbraio 1426 deceduto) (amministratore apostolico)
- François de Meez, O.S.B. † (4 marzo 1426 - 7 marzo 1444 deceduto)
- Amedeo di Savoia † (marzo 1444 - 7 gennaio 1451 deceduto)
- Pietro di Savoia † (9 gennaio 1451 - 21 agosto 1458 deceduto)
- Giovanni Luigi di Savoia † (16 febbraio 1460 - 4 luglio 1482 deceduto)
- Domenico della Rovere † (19 luglio 1482 – 24 luglio 1482 nominato vescovo di Torino)
- Jean de Compeys † (24 luglio 1482 - 14 giugno 1484 nominato vescovo di Tarantasia)
  - Francesco di Savoia † (23 luglio 1484 - 6 ottobre 1490 deceduto) (amministratore apostolico)
- Antoine Champion † (5 novembre 1490 - 29 luglio 1495 deceduto)
  - Domenico della Rovere † (19 febbraio 1496 - 1497 dimesso) (amministratore apostolico)
  - Aymon di Montfalcon † (22 maggio 1497 - 1507 dimesso) (amministratore apostolico)
  - Filippo di Savoia-Nemours † (1507 - 1509 dimesso) (amministratore apostolico)
- Charles di Seyssel † (5 novembre 1509 - 12 aprile 1513 deceduto)
- Giovanni di Savoia † (15 luglio 1513 - 8 giugno 1522 deceduto)
- Pierre de la Baume † (10 ottobre 1522 - 1543 dimesso)
- Louis di Rye, O.Cist. † (6 luglio 1543 - 25 agosto 1550 deceduto)
- Philibert di Rye † (25 agosto 1550 succeduto - 1556 deceduto)
- François di Bachod † (27 giugno 1556 - 1º luglio 1568 deceduto)
- Ange Justiniani, O.F.M. † (13 ottobre 1568 - 1578 dimesso)
- Claude di Granier, O.S.B. † (15 dicembre 1578 - 17 settembre 1602 deceduto)
- San Francesco di Sales † (17 settembre 1602 succeduto - 28 dicembre 1622 deceduto)
- Giovanni Francesco di Sales † (28 dicembre 1622 succeduto - 8 giugno 1635 deceduto)
- Giusto Guérin, B. † (28 marzo 1639 - 3 novembre 1645 deceduto)
- Carlo Augusto di Sales † (3 novembre 1645 succeduto - 8 febbraio 1660 deceduto)
- Jean d'Arenthon d'Alex † (4 luglio 1661 - 3 luglio 1695 deceduto)
- Michel-Gabriel di Rossillon de Bernex † (26 agosto 1697 - 23 aprile 1734 deceduto)
- Joseph-Nicolas Deschamps de Chaumont † (17 aprile 1741 - 2 agosto 1763 deceduto)
- Jean-Pierre Biord † (9 luglio 1764 - 14 marzo 1785 deceduto)
- Joseph-Marie Paget † (23 aprile 1787 - 29 novembre 1801 dimesso)